# Heike Zinsmeister
Heike Zinsmeister (* 1967) ist eine deutsche Germanistin.

## Leben
Von 1986 bis 1988 studierte sie Humanmedizin an der Universität Tübingen (Vordiplom) und von 1989 bis 1998 Linguistik und Philosophie an der Universität Stuttgart (als Studium der Germanistik, Philosophie und Kunstgeschichte begonnen); Graduiertenstipendium für die Promotion in Linguistik (währenddessen: 1993–1994 Teilnahme am MA-Studiengang Linguistics am University College of Wales). Von 1999 bis 2013 forschte und lehrte sie in Linguistik, Korpus- und Computerlinguistik als wissenschaftliche Mitarbeiterin an den Universitäten Tübingen, Heidelberg, Konstanz (als Margarete-von-Wrangell Habilitandin) und Stuttgart; zuletzt die interne Projektleiterin des Stuttgarter CLARIN-D Zentrums (Währenddessen: 2012 Gastwissenschaftlerin an der Universität Toronto, 2007–2008 Lehrbeauftragte an der Hochschule der Medien, 2003 Vertretung der C3-Professur Computerlinguistik an der Universität Konstanz, 2002 Promotion in Linguistik an der Universität Stuttgart). Seit 2013 lehrt sie als Professorin für Linguistik des Deutschen/Korpuslinguistik an der Universität Hamburg. 2015 war sie Gastwissenschaftlerin an der Indiana University Bloomington.
Ihre Schwerpunkte sind Korpuslinguistik, Computerlinguistik, Pragmatik (Anaphern, Textkohärenz), Fremdspracherwerb (lernerkorpusbasierte Analysen) und Syntax des Deutschen.

## Schriften (Auswahl)
- als Herausgeberin mit Jakob Ossner: Sprachwissenschaft für das Lehramt. Paderborn 2014, ISBN 3-8252-4083-5.
- mit Melanie Andresen: Korpuslinguistik. Tübingen 2019, ISBN 3-8233-8226-8.